# Another Step
Albums de Kim Wilde
Teases and Dares
(1985) Close
(1988)
Singles
1. Schoolgirl
Sortie : 8 juin 1986
2. Say You Really Want Me
Sortie : 1er juillet 1986 (USA et Canada)
3. You Keep Me Hangin' On
Sortie : 19 septembre 1986
4. Another Step (Closer To You)
Sortie : 16 mars 1987
5. Say You Really Want Me
Sortie : 3 août 1987 (Royaume-Uni)

Another Step est le cinquième album studio de la chanteuse britannique Kim Wilde, paru en 1986.
Ce nouvel opus contient entre autres You Keep Me Hangin' On, reprise du titre des Supremes, qui devient un tube international, notamment aux États-Unis, où il se classe premier du Billboard Hot 100 et au Royaume-Uni, atteignant la deuxième place du UK Singles Chart, Another Step (Closer To You) et Say You Really Want Me. Il s'agit de l'album le mieux vendu de l'artiste aux États-Unis .

## Liste des chansons
Face A
1. You Keep Me Hangin' On
2. Hit Him
3. Another Step (Closer to You)
4. The Thrill of It
5. I've Got So Much Love
6. Schoolgirl

Face B
1. Say You Really Want Me
2. She Hasn't Got Time For You
3. Brothers
4. Missing
5. How Do You Want My Love
6. Don't Say Nothing's Changed

## Classements
| Classement (1986-87)                  | Meilleure position |
| ------------------------------------- | ------------------ |
| Suisse (Schweizer Hitparade)          | 5                  |
| Allemagne (Media Control AG)          | 41                 |
| Pays-Bas (Mega Album Top 100)         | 70                 |
| Suède (Sverigetopplistan)             | 49                 |
| Norvège (VG-lista)                    | 2                  |
| Royaume-Uni (Official Charts Company) | 73                 |
| États-Unis (Billboard 200)            | 40                 |
| Australie (Kent Music Report)         | 31                 |